# Poševní diafragma

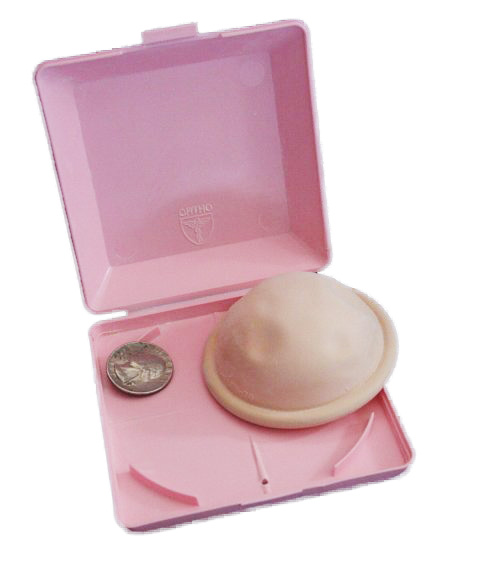
Poševní neboli vaginální diafragma je tradiční druh bariérové, nehormonální antikoncepce (vynalezena 1885).

Poševní diafragma (vaginální diafragma) je druh bariérové, nehormonální antikoncepce. Jedná se typ antikoncepčního pesaru. Poševní diafragma je tvořena membránou z lékařského silikonu, s pevnějším, ale pružným okrajem. Má kruhový nebo oválný tvar.

## Použití a účinnost
Vkládá se do vagíny, kde ji na místě drží poševní stěny. Kryje děložní čípek, a tak mechanicky brání průchodu spermií do dělohy a k vajíčku, čímž znemožňuje oplodnění.
Pro vyšší spolehlivost se doporučuje používat poševní diafragmu se spermicidním prostředkem. Samostatně má účinnost kolem 86 %. S použitím spermicidního krému nebo gelu se kontracepční účinek zvyšuje na 96 %, je tedy podobný jako u kondomu. Spolehlivost vaginální diafragmy je, jako u každé antikoncepce, podmíněna správnou manipulací a používáním při každém pohlavním styku.
Do pochvy se vkládá před stykem a uvnitř musí zůstat alespoň 6 hodin poté, aby se zabránilo otěhotnění, nejvýše však 24 hodin. Při ponechání diafragmy v těle po dobu delší než 24 hodin hrozí vznik zánětu.

## Vlastnosti poševní diafragmy
Je to antikoncepce bez syntetických hormonů. O ochraně před nechtěným těhotenstvím při její aplikaci rozhoduje žena. Je určena pro opakované použití, až po dobu dvou let. Je vhodná i pro mladé dívky a lze ji využít i v době menstruace. Materiál snáší i lidé s alergií na latex.
Nechrání však proti pohlavně přenosným nemocem a nelze ji používat při retroverzní (zakloněné) děloze – před pořízením se tedy doporučuje konzultace s gynekologem.

## Vývoj a dostupnost v České republice
Vaginální diafragmu vynalezl německý lékař Wilhelm Mensinga v roce 1885. Nová metoda ochrany proti nechtěnému početí se rozšířila i za oceán, v USA patřila mezi 20. a 60. lety 20. století k nejčastějším antikoncepčním metodám.
Po objevu antikoncepční pilulky ustoupily pesary do pozadí, aby se v posledních letech opět objevily v nové podobě, jako možnost pro ženy, které nechtějí či nemohou používat hormonální antikoncepci. Začaly se využívat nové materiály, u nových typů tvarované diafragmy se kruhový tvar změnil na anatomičtější ovál.
Ještě před několika lety se v Česku poševní diafragma nedala sehnat. Nyní je ke koupi v internetových obchodech i v kamenných lékárnách.